# Тер-Ар
Тер-Ар (нід. Ter Aar) — місто в нідерландській провінції Південна Голландія. Входить до муніципалітету Нюкоп.
Його площа становить 21,71 км².
До 2007 року мало статус окремого муніципалітету.